# Korenica (rzeka)
Korenica – rzeka (ponornica) w Chorwacji, przepływająca przez Likę. Jej całkowita długość wynosi 13,3 km.
Powierzchnia jej dorzecza wynosi 28,54 km². Swe źródła ma na Rudanovačkim polju, a pod ziemię wpływa na Koreničkim polju. Dochodzi na niej do częstych wezbrań.